# Symphonieorchester Alytus
Das Symphonieorchester Alytus (lit. Alytaus jaunimo simfoninis orkestras „Svajonė“) ist ein Jugendsinfonieorchester   in Alytus, Litauen. Das Orchester besteht aus 77 Musikern (2014), von denen die meisten  die Schüler, die Absolventen oder Lehrer der Musikschule Alytus sind. Die Leiterin und Dirigentin des Orchesters ist Daiva Martikonytė.

## Geschichte
Von 2000 bis 2005 entwickelte man die Idee eines Jugendorchesters. Es gab die ersten internationalen Projekte des Streichenorchesters der Musikschule Alytus, die erste Auslandsreise des Orchesters nach Katalonien (Spanien). Das Symphonieorchester Alytus wurde 2005 gegründet während der Vorbereitung für das fünfte internationale Jugendcamp „Traum 2005“, wo Musiker aus Litauen, Schweden und Spanien teilnahmen. Das erste Programm des Orchesters und des gemischten Chors wurde mit Modestas Pitrėnas in Alytus und Vilnius durchgeführt.
Im September 2006 nahm das Orchester an der Creative Youth Camp in Katalonien teil.
Zu Beginn des Sommers 2007 gab es Orchester-Performances während der Vilnius-Stadttage sowie beim Internationalen Musikfestival „Fiori musicali“ in Šiauliai. Im August 2007 besuchte das Orchester Ceisis in Lettland. 2010 gab es 16, 2011 etwa 30 Konzerte. 2011 gab es Konzerte mit dem Orchester „Orquestra Johve de la Selva“ von Selva (Katalonien), Konzert in Olsztyn (Polen). Von 2011 bis 2012 gab es im Orchester von 90 bis 100 Musikern.